# Гунг тен
Гунг тен, танцюючі креветки (тай. กุ้งเต้น, англ. Dancing Shrimp Salad) — популярний салат з живими креветками у Лаосі та Ісаані, Таїланд. 

## Назва
Тайська назва тай. กุ้งเต้น дослівно перекладається як танцюючі креветки.

## Приготування
Живі креветки змішують у гострому пряному соусі з травами. Креветки промивають, сушать. Готують соус сполучаючи рибний соус, цукор, чилі та лаймовий сік. Заливають його до креветок і змішують. Додають в зелень коріандру, цибулі, тонко нарізаний лемонграсс.

## Подача
Гунг тен — популярна атракція для туристів, оскільки креветки вискакують з тарілки під час їжі. В інтернеті є багато відео, де європейці їдять цей салат. Часто його згадують блогери серед дивних страв Таїланду. Продається переважно у традиційних кафе, що стоять прямо на воді. Щоб креветки не повискакували, страву перед вживанням тримають накритою іншою тарілкою.